# أسينارا
جزيرة أم الحمار أو أسنارة هي جزيرة إيطالية مساحتها من 52 كـم2 (20 ميل2). الجزيرة غير مأهولة تقريبًا. تعداد السكان لعام 2001 يسرد رجل واحد. تقع الجزيرة قبالة الطرف الشمالي الغربي لجزيرة سردينية، وهي جبلية في الجغرافيا ذات سواحل صخرية شديدة الانحدار. نظرًا لندرة المياه العذبة ، تكون الأشجار متناثرة والقشور المنخفضة هي الغطاء النباتي السائد. أصبحت جزءًا من نظام الحدائق الوطنية في إيطاليا بعد تحويلها مؤخرًا إلى محمية للحياة البرية والبحرية.